# Пал, Радхабинод
Радхабинод Пал (бенг. রাধা বিনোদ পাল, 27 января 1886 — 10 января 1967) — индийский юрист.

## Биография
Радхабинод Пал родился в небольшой деревне Салимпур, располагавшейся на территории современного бангладешского округа Куштия. Он изучал математику и конституционное право в калькуттском Колледже Президентства, а затем учился в Юридическом колледже Калькуттского университета. С 1923 по 1936 годы он был профессором Юридического колледжа, в 1941 году стал членом Высокого суда Калькутты, а в 1944 — вице-канцлером Калькуттского университета.
С 1927 года Радхабинод Пал был юридическим советником правительства Индии, и потому в 1946 году был отправлен в качестве представителя Индии на Токийский процесс. На процессе он был одним из нескольких судей, представивших особые мнения, и единственным, посчитавшим, что обвиняемых следует полностью оправдать: по его мнению, раз такие преступления, как «развязывание агрессивной войны» и «преступления против мира и человечности» были определены Союзниками лишь после войны, то их нельзя применять к деяниям, совершённым до их формулирования. Также он полагал, что сам процесс нелегитимен и является судилищем победителей над побеждёнными.
С 1952 по 1966 годы Радхабинод Пал был членом Комиссии ООН по международному праву. В 1966 году император Японии наградил Пала орденом Священного сокровища.

## Монументы в его честь
После смерти Пала в 1967 году в Японии в его честь были воздвигнуты монументы в токийском храме Ясукуни и в киотском храме Рёдзэн гококу дзиндзя.

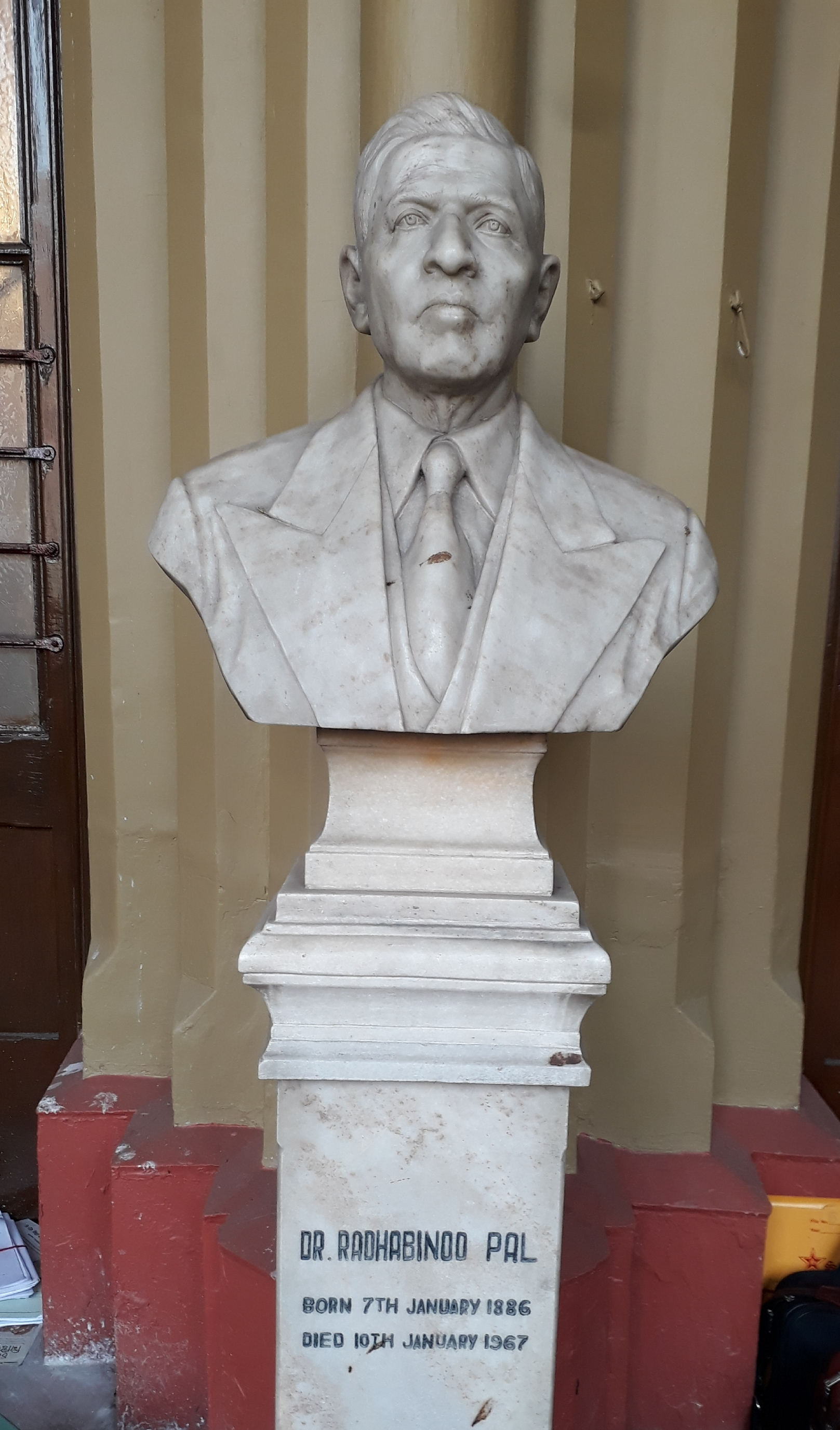
Бюст Радхабинода Пала в Высоком суде Калькутты